# Maudes

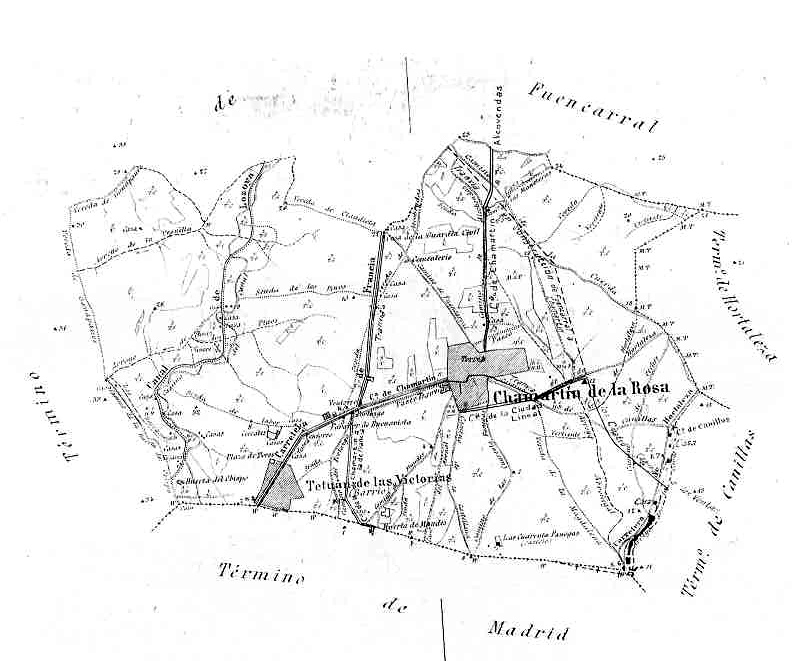
Plano de Chamartín, mostrando Maudes al sur.

Maudes fue una aldea madrileña, perteneciente al municipio de Chamartín de la Rosa. Estaba localizada cerca de la plaza de Cuzco, en el solar del actual Ministerio de Economía y la zona del estadio Santiago Bernabéu. Hoy sólo queda de ella el recuerdo en el nombre de un par de calles cercanas, y el Hospital de Maudes.